# Фідер (радіотехніка)
Фідер (англ. feeder, від feed — «живити») в радіотехніці — лінія для передачі електричних коливань радіочастоти від джерела коливань (наприклад, радіопередавача) до споживача (наприклад, передавальної антени). Розрізняють фідери відкриті (наприклад, одно-, дво- і багатопроводові лінії, діелектричні радіохвилеводи) і закриті (одно- і багатопроводові екрановані лінії, наприклад радіочастотний кабель, і металеві радіохвилеводи).

## Конструкція

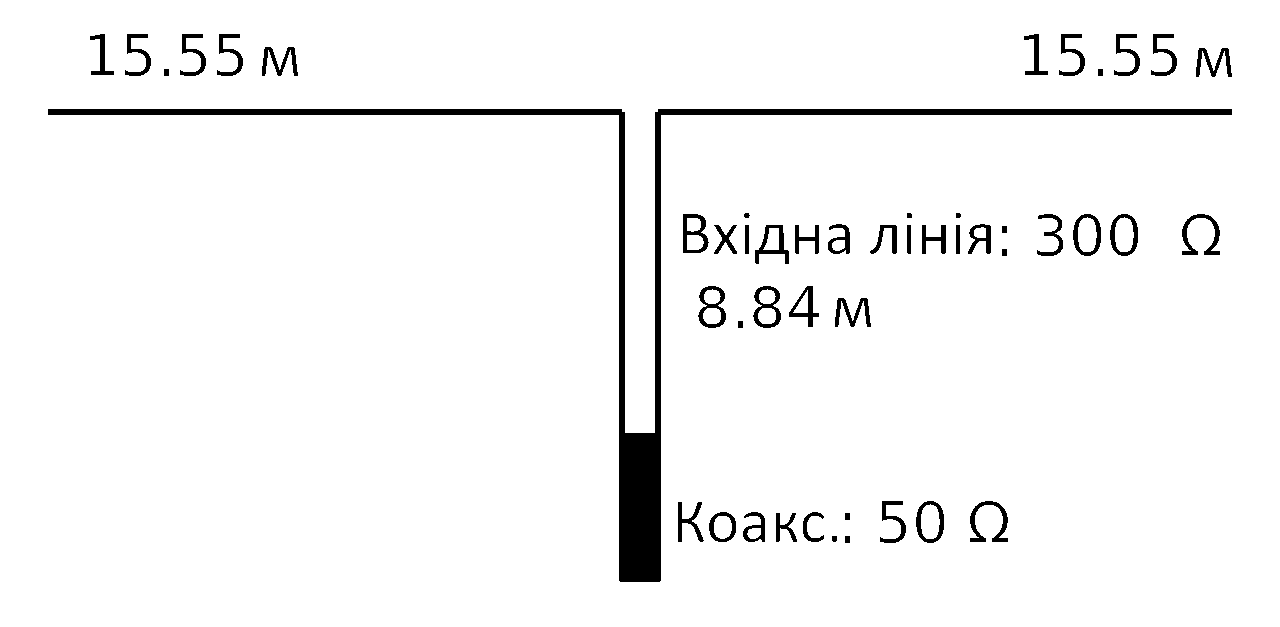
Приклад узгодження фідера з антеною G5RV

Конструкція фідера визначається частотою джерела. Зазвичай використовується наступне розділення:
- до 3 МГц — екрановані і неекрановані провідні лінії;
- від 3 МГц до 3 ГГц — коаксіальні кабелі;
- від 3 ГГц до 300 ГГц — металеві та діелектричні радіохвилеводи;
- понад 300 ГГц — квазіоптичні лінії.

## Антенно-фідерні пристрої
Важливу роль у роботі антенних пристроїв грає лінія передач (фідер), яка передає енергію від генератора до антени (в передавальному режимі) або від антени до приймача (в режимі прийому).
Основні вимоги до фідера зводяться до його електрогерметичності (відсутності випромінювання енергії з фідера) і малим тепловим втратам. У передавальному режимі хвильовий опір фідера має бути узгоджений з вхідним опором антени (що забезпечує в фідері режим біжної хвилі) і з виходом передавача (для максимальної віддачі потужності). У приймальному режимі узгодження входу приймача з хвильовим опором фідера забезпечує в останньому режим біжної хвилі, узгодження ж хвильового опору фідера з опором навантаження — умова максимальної віддачі потужності в навантаження приймача.